# Xã Blue Rapids City, Quận Marshall, Kansas
Xã Blue Rapids City (tiếng Anh: Blue Rapids City Township) là một xã thuộc quận Marshall, tiểu bang Kansas, Hoa Kỳ. Năm 2010, dân số của xã này là 1.116 người.